# Gymnastiek op de Olympische Zomerspelen 2012 – balk vrouwen
De balk voor de vrouwen op de Olympische Zomerspelen 2012 in Londen vond plaats op 28 juli (kwalificatie) en op 7 augustus (finale). De Chinese Deng Linlin won het onderdeel voor haar landgenote Sui Lu die het zilver pakte en de Amerikaanse Aly Raisman die het brons won. 

## Format
Alle deelnemende turnsters moesten een kwalificatie-oefening turnen. De beste acht deelnemers gingen door naar de finale. Echter mochten er maximaal twee deelnemers per land in de finale komen. De scores van de kwalificatie werden bij de finale gewist, en alleen de scores die in de finale gehaald werden, telden.

## Uitslag

### Finale
- D-Score; de moeilijkheidsgraad van de oefening
- E-Score; de uitvoeringsscore van de oefening
- Straf; Straffen die zijn gegeven door de jury
- Totaal; D-Score + E-Score - Straf geeft de totaalscore

| Rang   | Naam              | Land | D-Score | E-Score | Straf | Totaal  |
| ------ | ----------------- | ---- | ------- | ------- | ----- | ------- |
| Goud   | Deng Linlin       | CHN  | 6.600   | 9.000   |       | 15.600  |
| Zilver | Sui Lu            | CHN  | 6.500   | 9.000   |       | 15.500  |
| Brons  | Aly Raisman       | USA  | 6.3001  | 8.766   |       | 15.0661 |
| 4      | Cătălina Ponor    | ROU  | 6.600   | 8.466   |       | 15.0661 |
| 5      | Ksenia Afanasyeva | RUS  | 5.800   | 9.783   |       | 14.583  |
| 6      | Larisa Iordache   | ROU  | 6.400   | 7.800   |       | 14.200  |
| 7      | Gabrielle Douglas | USA  | 6.000   | 7.633   |       | 13.633  |
| 8      | Viktoria Komova   | RUS  | 6.200   | 6.966   |       | 13.166  |

1 In eerste instantie werd de D-score van Raisman bepaald op 6.200 maar na protest van het Amerikaanse kamp werd deze verhoogd naar 6.300. Dit zorgde voor een gelijke stand tussen Raisman en Ponor. Deze gelijke stand werd doorbroken door de hogere E-score van Raisman.